# المقاتل النهائي: فريق جراسو ضد فريق شيفتشينكو
المقاتل النهائي: فريق جراسو ضد فريق شيفتشينكو (بالإنجليزية: The Ultimate Fighter: Team Grasso vs. Team Shevchenko)‏ المعروف أيضًا باسم المقاتل النهائي 32 (بالإنجليزية: The Ultimate Fighter 32)‏ هو عبارة عن جزء 2024 من المسلسل التلفزيوني الواقعي المقاتل النهائي من إنتاج يو إف سي على إي إس بي إن+. بطلة يو إف سي الحالية لوزن الذبابة أليكسا جراسو والبطلة السابقة فالنتينا شيفتشينكو سيعملان كمدربين رئيسيين لهذا الموسم.
سيضم هذا الموسم رجالًا في وزن الريشة والوزن المتوسط. انتهت عملية اختيار المرشحين للموسم في 19 يناير 2024، مع إجراء الاختيارات في أواخر يناير. ومن المتوقع أن يبدأ تصوير الموسم في مارس 2024. وتم الإعلان عن طاقم العمل رسميًا في 4 مارس، ويتكون من مقاتلين من 14 جنسية مختلفة.